# France 3 Bordeaux-Métropole
France 3 Bordeaux-Métropole est une des trente-cinq antennes locales de France 3. Filiale de France 3 Aquitaine, elle est basée à Bordeaux et émet sur une large partie du département de la Gironde.
Elle est située dans les anciens locaux de la Maison de la radio et de la télévision réalisée par l'architecte Jacques Carlu en 1957.
Elle produit et diffuse essentiellement des reportages, des bulletins météorologiques et des flashs d'information locale consacrés à l'actualité dans l'agglomération bordelaise et dans le reste du département de la Gironde.